# Claudia Chender

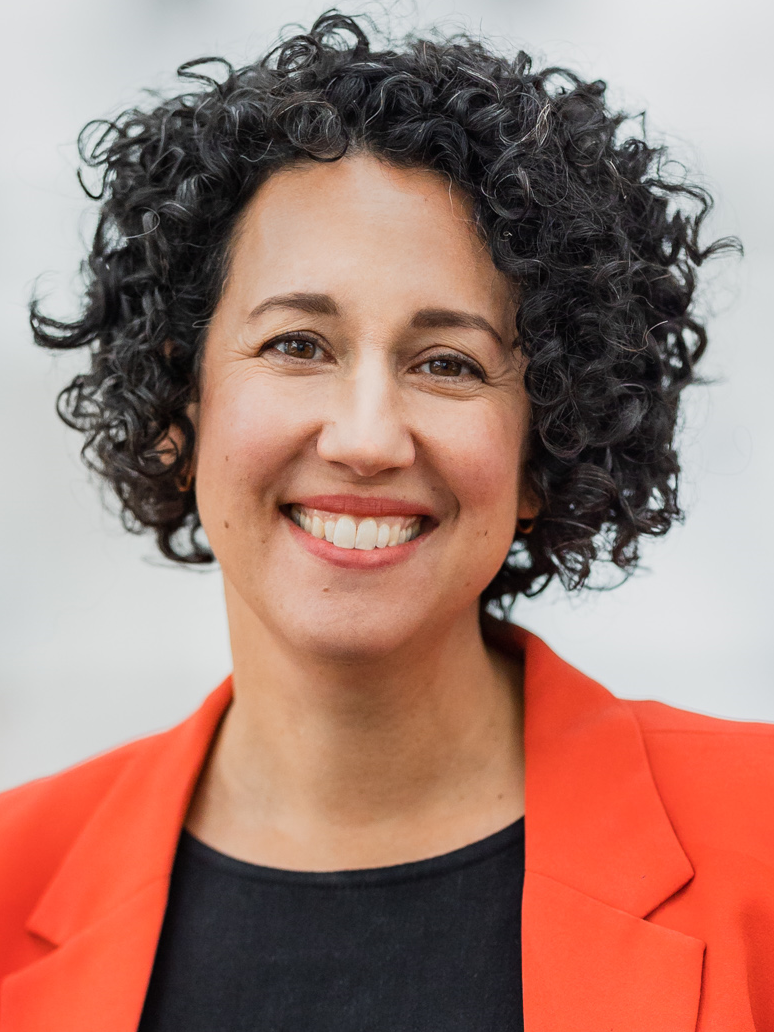
Claudia Chender

Claudia Chender (* 29. Juli 1976 in New York City) ist eine kanadische Politikerin, die seit dem 25. Juni 2022 Vorsitzende der Nova Scotia New Democratic Party (NDP) ist. Seit dem 30. Mai 2017 ist sie Abgeordnete im Abgeordnetenhaus von Nova Scotia für den Wahlkreis Dartmouth Sud.

## Frühes Leben
Chender wurde 1976 in New York City geboren. Sie hat einen polnisch-jüdischen Hintergrund und drei ihrer Großeltern sind Holocaust-Überlebende. Chender erhielt 1999 einen Bachelor-Abschluss in Politikwissenschaft von der Dalhousie University und 2004 einen Bachelor-Abschluss in Rechtswissenschaft von der University of Victoria. Sie arbeitete als Rechtslehrerin und Medienproduzentin.

## Politische Karriere
Chender wurde bei der Provinzwahl 2017 im Wahlkreis Dartmouth Sud mit 3.545 Stimmen (39,65 %) gewählt. Sie wurde bei der Provinzwahl 2021 mit 58,13 % der Stimmen und 2024 mit 68,46 % der Stimmen wiedergewählt.
Am 9. November 2021 gab Gary Burrill seinen Rücktritt als Vorsitzender der Nova Scotia New Democratic Party bekannt. Am 14. Februar 2022 kündigte Chender an, beim Parteitag 2022 für den Parteivorsitz zu kandidieren. Am 21. Mai wurde sie als einzige Kandidatin anerkannt und am 25. Juni durch eine Abstimmung der Parteimitglieder bestätigt.
Am 12. September 2024 verabschiedete das Abgeordnetenhaus von Nova Scotia Chenders Vorschlag für strengere Gesetze gegen häusliche Gewalt. Die Gesetze basierten auf den Empfehlungen von Ermittlern nach dem Amoklauf von Nova Scotia.